# Radio Zamora
Radio Zamora  es la emisora de radio que la Cadena SER tiene en la ciudad de Zamora (España); su sede se encuentra en la calle Santa Ana, 6, 49006 Zamora. Siendo sus coordenadas de situación: 41°30′24″N 5°44′52″O / 41.50667, -5.74778.
La Cadena Ser, de la que Radio Zamora forma parte, pertenece a Unión Radio, la compañía que agrupa los activos radiofónicos del Grupo Prisa (entre los que se encuentran también las radiofórmulas Los 40, Los 40 Classic, Cadena Dial, Los 40 Dance y Radiolé).

## Equipo directivo
Según la información facilitada por la emisora, el equipo directivo en 2024 está compuesto por las siguientes personas:
| Cargo             | Identidad                            |
| Director          | Miguel Ángel González Díaz de Garayo |
| Jefe Informativos | José Lera Romero                     |
| Jefe de Deportes  | Rubén Bartolomé Mezquita             |

## Frecuencias
Desde el edificio de Radio Zamora emiten sus programaciones las diferentes emisoras del Grupo Prisa en las siguientes frecuencias:
| Emisora                            | Frecuencia |
| Radio Zamora (onda media)          | 1485 AM    |
| Radio Zamora (frecuencia modulada) | 103.1 FM   |
| Los 40 Classic                     | - FM       |
| Los 40                             | 89.8 FM    |
| Cadena Dial                        | 100.8 FM   |
| Radiolé                            | - FM       |
| Los 40 Dance                       | - FM       |

## Audiencia
En 2024 la Cadena SER, de la que Radio Zamora, forma parte, es líder de audiencias de radio en España, con 4.601.000 oyentes diarios de lunes a viernes según los resultados del EGM correspondiente al primer trimestre de 2010. El segundo lugar lo ocupa Onda Cero, con 2.310.000 oyentes, le siguen RNE, con 1.388.000 oyentes, la COPE, con 1.251.000 oyentes y Punto Radio con 629.000 oyentes.

## Programación

### Programación nacional
Radio Zamora emite en cadena con el resto de emisoras de la Cadena SER la programación nacional que se realiza en los estudios de Radio Madrid, excepto los programas "La Ventana" y "Si amanece nos vamos" que se realizan en los estudios de Radio Barcelona. La programación nacional más importante para la temporada 2009/2010 es la siguiente:
| Programa                 | Horario                    | Director/a              |
| Hoy por hoy              | (L-V) 06.00-12.20          | Carles Francino         |
| Hora 14                  | (Diario)14.00-15.10        | José Antonio Marcos     |
| La Ventana               | (L-V) 16.00-19.00          | Gemma Nierga            |
| Hora 25                  | (L-V) 20.00-00.00          | Ángels Barceló          |
| El larguero              | (Diario)00.00-01.40        | José Ramón de la Morena |
| Hablar por hablar        | 01.40-04.00                | Macarena Berlín         |
| Si amanece nos vamos     | 04.00-06.00                | Roberto Sánchez         |
| Matinal SER              | Fin de semana, 07.00-08.00 | Elena Jiménez           |
| A vivir que son dos días | Fin de semana, 08.00-12.00 | Montserrat Domínguez    |
| Carrusel deportivo       | Fin de semana, 17.00-00.00 | Javier Hoyos            |

Durante los fines de semana se emiten varios programas de menor audiencia y con horarios variables tales como: Los toros, Ser digital, Ser consumidor, "Ser aventureros", "Milenio 3", "Punto de fuga" y "Ser Historia". Cabe destacar que cada hora se emiten boletines informativos. Los programas de mayor éxito llevan en antena varios años y son líderes de audiencia en sus tramos horarios.

### Programación local y autonómica
A nivel local y autonómica, Radio Zamora emite los siguientes programas:
| Programa                          | Horario                 | Director/a                      |
| Informativos locales y regionales | varios tramos diarios   | - Pepe Lera / Marichu García    |
| Hoy por hoy Zamora                | 12.20-14.00             | - Marichu García/Carlos Schintu |
| Ser deportivos Zamora             | 15.20-16.00             | - César Antruejo                |
| La Ventana de Castilla y León     | 19.00-20.00             | - Carlos Blanco                 |
| A vivir Castilla y León           | Matinal Fines de semana | - Eva Moreno                    |